# Cóndor (Zeitung)

Cóndor

Cóndor ist eine deutschsprachige Wochenzeitung in Chile. Sie wurde 1938 gegründet und ist damit die drittälteste Zeitung Chiles und die einzige in deutscher Sprache. Die Zeitung geht auf einen Zusammenschluss von mehreren Publikationen der deutschen Einwanderer zurück, die sich ab 1850 in Chile niederließen. Der Name Cóndor ist dem Wappen des Staates Chile entlehnt, in dem der Andenkondor erscheint. Der Cóndor zählt zu den ältesten deutschsprachigen Zeitungen außerhalb des geschlossenen deutschen Sprachraums.

## Geschichte
Mitte des 19. Jahrhunderts begann die erste große Einwanderung Deutscher in den Süden Chiles. Die deutschen Immigranten begannen bald ihre ersten Mitteilungsblätter herauszugeben. Bis in die 1930er Jahre wurden rund 25 verschiedene Publikationen auf Deutsch in Chile veröffentlicht.
Darunter waren auch Medien des Deutsch-Chilenischen Bundes (DCB). Dem Architekten Fernando Fonck, der im Mai 1938 zum Vorstandsvorsitzenden des DCB gewählt worden war, war ein wichtiges Anliegen, den nationalsozialistischen Einfluss zu unterbinden. Er sorgte daher dafür, dass diese Medien eingestellt und durch eine neue Zeitung ersetzt wurden.
Ihre Hauptaufgabe sollte sein, die deutsche Sprache und Kultur in Chile zu erhalten und über die «deutsch-chilenische Gemeinschaft» in Chile zu berichten. Dies sind die Institutionen, die von deutschsprachigen Einwanderern gegründet worden waren, wie Schulen, Sportvereine, Krankenhäuser, Seniorenwohnheime oder Feuerwehrkompanien, sowie die Menschen, die hier arbeiten und sich engagieren.
Gleichzeitig sollte die Verbundenheit mit Chile zum Ausdruck gebracht werden. Daher wählten die Zeitungsgründer bewusst den spanischen Namen Cóndor und damit das Wappentier Chiles. Am 15. Juni 1938 erschien die erste Ausgabe.
Die vollständige Sammlung der Zeitungsausgabe wird im Emilio Held Winkler Archiv aufbewahrt.

## Inhalt
Die Berichterstattung vom Cóndor hat ihren Schwerpunkt in Neuigkeiten aus Chile, Deutschland und Europa in den Bereichen Politik, Wirtschaft, Kultur, Bildung, Sport und Tourismus.
Zusätzlich erscheinen Spezialausgaben mit unterschiedlichen Themenschwerpunkten wie Tourismus, Tag der Deutschen Einheit, Erneuerbare Energien und vielem anderen mehr. Zweimal im Monat erscheint die Kinder-Beilage Kondor Junior.

## Auflage, Reichweite und Mitarbeiter
Die Wochenzeitung besitzt eine Auflage von 7.000 Exemplaren, das Verbreitungsgebiet reicht von Santiago de Chile bis in den Süden des Landes. Einige Exemplare gehen auch nach Deutschland. Die Zeitung bietet zudem eine kostenlose Online-Präsenz auf www.condor.cl an. Das Redaktionsteam besteht aus der Chefredakteurin Silvia Kählert, zwei weiteren Redakteuren sowie freien Mitarbeitern. Insgesamt arbeiten zehn Angestellte beim „Cóndor“.